# Mycoarctium sphaerosporum
Mycoarctium sphaerosporum är en svampart som beskrevs av A.E. Bell & Mahoney 2005. Mycoarctium sphaerosporum ingår i släktet Mycoarctium, ordningen skålsvampar, klassen Pezizomycetes, divisionen sporsäcksvampar och riket svampar.   Inga underarter finns listade i Catalogue of Life.